# Bruno-H.-Bürgel-Preis
Der Bruno-H.-Bürgel-Preis wird von der Astronomischen Gesellschaft in unregelmäßigen Abständen für die Popularisierung der Astronomie vergeben. Der Preis ist nach dem Wissenschaftspublizisten Bruno H. Bürgel benannt, der ab den 1920er Jahren viel für die Verbreitung astronomischen Wissens leistete.

## Preisträger
- 1983: Karl Schaifers, Heidelberg
- 1986: Joachim Herrmann, Recklinghausen
- 1989: Hermann Mucke, Wien
- 1992: Rudolf Kippenhahn, Göttingen
- 1994: Johann Dorschner und Joachim Gürtler, Jena
- 1997: Daniel Fischer, Königswinter
- 2001: Hans Jakob Staude, Heidelberg
- 2004: Antonín Rükl, Prag
- 2009: Harald Lesch, München
- 2012: Hermann-Michael Hahn, Köln
- 2014: Ulrich Bastian, Heidelberg
- 2017: Hans-Ulrich Keller, Stuttgart
- 2019: Johannes V. Feitzinger, Bochum, und Dieter B. Herrmann, Berlin
- 2021: Uwe Reichert, Schwetzingen
- 2024: Dirk Lorenzen,[1] Hamburg